# Medizinischer Dienst Bund
Der Medizinische Dienst Bund (MD Bund) ist eine Körperschaft des öffentlichen Rechts mit Sitz in Essen. Als medizinische und pflegefachliche Expertenorganisation ist er der Rechtsnachfolger des Medizinischen Dienstes des Spitzenverbandes Bund der Krankenkassen (MDS).
Der Medizinische Dienst Bund ist die Interessensvertretung seiner Träger, der 15 Medizinischen Dienste der Bundesländer, auf Bundesebene. Zu seinen Aufgaben gehört die Koordinierung der fachlichen Arbeit der Medizinischen Dienste, um eine einheitliche Aufgabenwahrnehmung sicherzustellen. Darüber hinaus berät er als medizinische und pflegefachliche Expertenorganisation die gesetzliche Kranken- und Pflegeversicherung auf Bundesebene – insbesondere den Spitzenverband Bund der Krankenkassen.

## Gründung
Der Medizinische Dienst Bund wurde am 1. Januar 2022 als Körperschaft des öffentlichen Rechts errichtet. Grundlage hierfür ist das „Gesetz für bessere und unabhängigere Prüfungen“ (MDK-Reformgesetz) aus dem Jahr 2019. Die Reform zielte darauf ab, den Medizinischen Dienst des Spitzenverbandes Bund der Krankenkassen organisatorisch aus der Trägerschaft des Spitzenverbandes Bund der Krankenkassen zu lösen und unter der Bezeichnung Medizinischer Dienst Bund in der Trägerschaft der Medizinischen Dienste auf Landesebene zu errichten. Mit der Reform wurden auch alle bisherigen Medizinischen Dienste der Krankenversicherung (MDK) auf Landesebene Mitte 2021 einheitlich in Körperschaften des öffentlichen Rechts unter der Bezeichnung Medizinischer Dienst umgewandelt.

## Aufgaben
Die Aufgaben des Medizinischen Dienstes Bund sind in § 283 SGB V definiert. Demnach koordiniert und fördert er die Durchführung der Aufgaben und die Zusammenarbeit der Medizinischen Dienste in den Ländern in medizinischen und organisatorischen Fragen und trägt Sorge für eine einheitliche Aufgabenwahrnehmung. Zu den Aufgaben gehört die Beratung der gesetzlichen Kranken- und sozialen Pflegeversicherung z. B. in den Gremien der Selbstverwaltung auf Bundesebene.
Um eine Begutachtung und Beratung nach bundesweit einheitlichen Kriterien zu gewährleisten, erlässt der Medizinische Dienst Bund Richtlinien. Dies geschieht unter fachlicher Beteiligung der Medizinischen Dienste auf Landesebene.
Der Medizinische Dienst Bund erstellt Berichte und Statistiken zu den Begutachtungs- und Prüfaufgaben. Des Weiteren bietet er ein praxisgerechtes und zielgruppenorientiertes bundesweites Fortbildungsprogramm für die Gutachter der Medizinischen Dienste.
Mit seinen über 90 Mitarbeitern erstellt der Medizinische Dienst Bund Gutachten für den GKV-Spitzenverband zu grundsätzlichen Fragen der medizinischen und pflegerischen Versorgung. Diese nutzt der GKV-Spitzenverband für die Erfüllung seiner Aufgaben und bei Beratungen im Gemeinsamen Bundesausschuss (G-BA) oder in anderen Gremien der Gesundheitsselbstverwaltung. Der Medizinische Dienst Bund arbeitet nach den wissenschaftlichen Standards der evidenzbasierten Medizin. Seine Analysen und Beratungen stützt er auf den aktuellen Stand der medizinisch-wissenschaftlichen Erkenntnisse.
Zu den zentralen Produkten gehören Gutachten zum Nutzen von neuen medizinischen Verfahren und Arzneimitteln, zur Sicherheit von Medizinprodukten sowie die medizinisch-fachliche Beratung in Gremien der Gesundheitsselbstverwaltung (z. B. im G-BA). Der Medizinische Dienst Bund betreibt zudem das Informationsportal „IGeL-Monitor“, das Versicherten evidenzbasierte Bewertungen und Informationen zu Individuellen Gesundheitsleistungen (Selbstzahlerleistungen) bietet.
Im Rahmen der Beratungen zur sozialen Pflegeversicherung bringt der Medizinische Dienst Bund die Erfahrungen der Medizinischen Dienste auf Landesebene aus den Pflegebegutachtungen und Qualitätsprüfungen ein. Alle drei Jahre veröffentlicht der Medizinische Dienst Bund einen Bericht über die Qualität in der ambulanten und stationären Pflege. Außerdem führt er die Daten aus der Pflegebegutachtung in einer bundesweiten Statistik zusammen.
Bei allen seinen Aufgaben kooperiert der Medizinische Dienst Bund eng mit den Medizinischen Diensten in den Bundesländern, die ihre Expertise z. B. in sozialmedizinischen Expertengruppen und Kompetenzzentren bündeln.

## Mitglieder und Finanzierung
Der Medizinische Dienst Bund ist eine Körperschaft des öffentlichen Rechts. Mitglieder sind die 15 Medizinischen Dienste in den Ländern. Die zur Finanzierung der Aufgaben erforderlichen Mittel werden von den Medizinischen Diensten und der Deutschen Rentenversicherung Knappschaft-Bahn-See durch eine Umlage aufgebracht.

## Organe
Organe des Medizinischen Dienstes Bund sind der Verwaltungsrat und der Vorstand.
Zentrales Selbstverwaltungsgremium ist der Verwaltungsrat. Er besteht aus 23 Mitgliedern: 16 ehrenamtlichen Mitgliedern aus der Selbstverwaltung der Kranken- und Pflegeversicherung, fünf Vertretern aus Patienten-, Betroffenen- und Verbraucherorganisationen sowie zwei Vertretern mit beratender Stimme aus der Ärzteschaft und den Pflegeberufen. Der Verwaltungsrat ist paritätisch mit Frauen und Männern besetzt.
Zu seinen Aufgaben gehören unter anderem der Beschluss der Satzung, die Wahl und Überwachung des Vorstands, der Beschluss von politischen Positionierungen und Grundsatzfragen, die Feststellung des Haushaltsplans, die Abnahme der Jahresrechnung und die Entlastung des Vorstands.
In seiner konstituierenden Sitzung am 29. April 2021 hat der Verwaltungsrat des Medizinischen Dienstes Bund Sandra Goldschmidt zu seiner Vorsitzenden gewählt. Stellvertretender Vorsitzender ist Detlef Stange. Die Amtsdauer der Vorsitzenden beträgt sechs Jahre. Wie in der Selbstverwaltung üblich, nehmen Frau Goldschmidt und Herr Stange den Vorsitz des Verwaltungsrates im alternierenden Wechsel wahr.
Der Vorstand besteht aus zwei Personen, von denen eine den Vorsitz innehat. Sie führen hauptamtlich den Medizinischen Dienst Bund, vertreten ihn nach innen und außen und stellen den Haushaltsplan und die Jahresrechnung auf. Vorstandsvorsitzender des Medizinischen Dienstes Bund ist Stefan Gronemeyer, stellvertretende Vorstandsvorsitzende ist Carola Engler.